# Zgodovina Mehike
Zgodovina Mehike je vedno nekaj posebnega. Od nomadov in lovcev do 2700 let starih velikih civilizacij je težko na kratko opisati.
Mezoameriške civilizacije so bile visoko razvite mnogo let pred prihodom Špancev v 16. stoletju. Prve med njimi so nastale že 1200 let pred našim štetjem. Ostanki svetišč, piramid, kipov in drugih umetniških predmetov pričajo o izjemnem sijaju mehiške preteklosti. Mehiški antropološki muzej v Ciudad de Mexico, ki spada med najlepše in najzanimivejše muzeje na svetu, hrani neprecenljive zaklade civilizacij, ki so nekoč prebivale na ozemlju današnje Mehike, civilizacij Olmekov, Majev, Toltekov, Aztekov in drugih.

## Obdobja v zgodovini Mehike
Zgodovina Mehike je običajno razdeljena na štiri glavna obdobja. Prazgodovina je razdeljena na tri obdobja: Periodo Arqueolítico približno od 30.000 do 9500 pred našim štetjem, Cenolítico od 9500-5000 pr.n.št. in Protoneolítico od 5000-2500 pr.n.št.
Območje, ki danes obsega Mehiko, je bilo razdeljeno na tri predšpanska kulturna območja: Mezoamerika, Oasisamerika in Aridoamerika.
Prvo obdobje zgodovine Mehike je ravno predšpanska ali predkolumbovska era od 2500 pr.n.št. do leta 1521, do zatona Tenochtitlana. V tem obdobju so se v osrednjem, južnem in jugozahodem delu današnje Mehike razvijale različne civilizacije. Ta faza je še dodatno razdeljena na: preklasično (2500 pr.n.št. do 200 n.št.), klasično (200-900) in poklasično (900-1519).
Naslednje obdobje je imenovano kolonialno obdobje, ko je bila Mehika povezana s špansko krono in je trajala od leta 1521 do 1810 (datum podpisa Deklaracije o neodvisnosti). Večina zgodovinarjev se strinja, da je leto 1810 tisto, ko se začne sodobna Mehika. Kolonialno obdobje obsega vzpostavitev Podkralja, prihod verskih redov, pojav device Guadalupske in spremembe v gospodarstvu in upravi s pomočjo umetnosti baroka.
Moderna Mehika pokriva natanko sto let; od začetka uporniškega gibanja za neodvisnost leta 1810 in se konča leta 1910 z izbruhom mehiške revolucije. V tem času so se poskušali osvoboditi od Španije in je država sodelovala v različnih konfliktih, tako notranjih kot zunanjih, do zmage leta 1867, ter obnovo republike (1867-1876) in vzpon diktatorja Porfidio Díaza na oblast leta 1876.
Od leta 1910 do danes je obdobje imenovano sodobna Mehika. Začne se z mehiško revolucijo, o kateri še vedno obstajajo razprave o datumu njenega začetka ( govori se celo več revolucijah), vendar velja dogovor, da je leto 1917 zmagoslavje ustavnosti. V naslednjih letih se različne struje borijo za oblast (Álvaro Obregón in Huerta). To obdobje obsega tudi obdobja Maximato (1928 - 1935), Cardenismo (1. december 1934 do 30. november 1940) in Priísmo.
Od španskega osvajanja dalje je Mehika doživela prepletanje svoje dolgoletne avtohtone civilizacije z evropsko kulturo. To se lepo vidi na primeru jezika: Mehika je država z največ govoci španskega jezika na svetu in dom največjega števila govorcev jezikov ameriških Indijancev na kontinentu.

## Predkolumbovska zgodovine (do 1519)
Mehiška dolina, ki se nahaja na južnem predelu Mehiške planote na nadmorski višini okoli 2200 m, je obdana je z gorami vulkanskega izvora, ki segajo do 5000 m visoko. Najpomembnejša civilizacijska območja so bila Teotihuacán, Tula in Tenochtitlán.
Najbolj znane civilizacije na območju današnje Mehike so bile:
- Olmeki:   1200–400 pr.n.št.
- Teotihuacán:    100 pr.n.št. – 750 n.št.
- Maji:     250–1460 n.št.
- Zapoteki: 500 pr.n.št. – 800 n.št.
- Tolteki:  950–1150 n.št.
- Azteki:   1325–1521 n.št.

### Teotihuacán
Teotihuacán, ki v jeziku nahuatl pomeni Mesto bogov, je najstarejše znano urbano središče zahodne poloble. Pripadal je nam nepoznani civilizaciji predkolumbovske Amerike. Kultura Teotihuacána je bila pomemben vir za vse kulture in civilizacije, ki so kasneje nastale na tem področju. Še danes predstavlja uganko in z gotovostjo trdijo le, da je svoj nenadni konec doživel sredi 8. stoletja. Vzrok je neznan, k padcu pa so verjetno pripomogli vpadi Chichimekov, barbarskih plemen s severa, ki so napadali civilizirano Mehiko. Kultura Teotihuacána vključno s svojo religijo, arhitekturo in družbeno ureditvijo je propadla, vendar so jo prevzeli in na naslednje rodove prenesli chichimeški potomci – Tolteki.

### Tolteki
Po legendi naj bi Tolteki v Mehiško dolino prišli na začetku X. stoletja od severozahoda kot barbari s skupnim imenom Chichimeki. Najprej so se naselili v Culhuacanu, nekaj kilometrov južno od današnjega glavnega mesta. Njihov vodja je bil legendarni Mixcoatl, za njim pa sin Ce Acatl Topiltzin, ki je kot vladar in vrhovni svečenik kulta boga Quetzalcoatla dobil ime Quetzalcoatl (Pernata kača). Leta 950 je prestolnico preselil v Tollan, v španščini Tula. Mesto je imelo 10.000 prebivalcev in je obsegalo 16 km². Potomci chichimekov so sprejeli teotihuacánsko kulturo in osvojili njihov način gradnje veličastnih mest, palač, svetišč, igrišč in piramid. Sebe so imenovali Tolteki. V jeziku nahuatl to pomeni umetnik, človek znanja in tudi prebivalec Tule. Ker so bili bojevniki, so svoje hitro ozemlje širili in se končno je raztezalo od ene do druge obale, na jug do današnje Gvatemale ter daleč na sever, v deželo svojih chichimeških prednikov. Kulturna središča so bila Coatlichan, Texcoco in Coyoacan. Do leta 1000 so Tolteki prodrli tudi na Jukatan in osvojili mesta, kjer je še zmeraj cvetela pozna civilizacija Majev. Tolteška prisotnosti na Jukatanu je vidna tudi v mestu Chichen Itza (kamnite ograje, izklesane v obliki kač, stebri v obliki kače z glavami v višini tal, številni frizi bojevnikov, kipi Chac Moolov, prikazi jaguarjev, stebri Atlantov in netopirji, ki so služili kot okras na prsih bojevnikov).

### Olmeki
Olmeki so bili prva civilizacija na področju današnje Mehike. Živeli so na območju današnjih zvezni dežel Veracruz in Tabasco. Prepoznavni so po velikih kamnitih skulpturah (glavah) in obsežnem koledarskem sestavu. Razvili so kompleksno družbo, ki so jo vodili kralji in svečeniki v impresivnih ceremonialnih centrih. Prvi so začeli graditi piramide. Kamnite glave so našli v krajih La Venta in v bližini mesta San Lorenzo. Do sedaj je bilo odkritih 17 velikih bazaltnih monolitnih glav, največja med njimi meri v višino okoli 3,5 m in tehta čez 20 ton.

### Zapoteki
Arheološki dokazi kažejo, da sega zapoteška kultura vsaj 2500 let v preteklost. Zgradili so eno prvih mestnih naselbin na mezoameriških tleh, Monte Albán, na hribu v bližini današnje Oaxace. Do 7. stoletja je bila najpomembnejšo trgovsko in versko središče. Arheološki ostanki so piramide in svetišča, igrišče za igro z žogo, veličastne grobnice s pridatki, fino izdelan zlati nakit. Zapoteki so uporabljali koledar in hieroglifsko pisavo, bili so kmetovalci, saj je področje okoli Oaxace zelo rodovitno. Bilo naj bi jih okoli 540.000. V 9. stoletju je zapoteška civizacija začela propadati, a o tem zakaj, se ne ve.

### Maji
Maji so bili ljudstvo in kultura, ki je do 15. stoletja prevladovalo na območju Jukatana, v južni Mehiki in Gvatemali. Arheologi ločijo območja naselitve na: gvatemalsko višavje, Petén (osrednja Gvatemala), južna nižavja na vzhodu in zahodu ter severna nižavja na Jukatanu. Med letoma 300 in 800 so bila največja mesta Tical, Uaxactún in Palenque, kasneje pa Chichén Itza, Uxmal in Dzibilchaltún. Med letoma 1200 in 1400 je bilo največje mesto Maypán, ki je leta 1441 razpadlo na več manjših držav. Vsa območja so imela med seboj trgovske in politične povezave. Maji so poznali hieroglifsko pisavo, zakone, koledar z 52 letnim obrednim ciklom ter dolgoštevilni koledar (absolutbe datume so računali od ničelnega, ki ustreza našemu letu 3113 pr.n.št.). Njihova mesta so imela obredne trge, piramide, templje, palače, vse okrašene v različnih slogih, poznali so igro z žogo, pri gradnji so uporabljali navidezni (ponarejeni) obok, njihova lončenina je bila mnogobarvno poslikana. Bili so dobri kamnoseki. 

### Azteki
Glej tudi: Tenochtitlan
Prva razvita civilizacija na področju današnje Mehike je bila Azteška, ki jo je med letoma 1519 in 1521 uničil španski konkvistador Hernán Cortés. Njihovo prvotno ime je bilo Méxica (beri mešika - od tod ime Mehika) ali Trnochea (od ime njihove prestolnice Tenochtitlán. Na območje Mehiškega višavja so prišli iz severa in se v 13. stoletju naselili v Mehiško dolino. Lokacijo jim je pokazalo navodilo njihovih bogov, naj se naselijo tam, kjer bodo videli na kaktusu sedečega orla žreti kačo. To je bilo na otoku v jezeru Texcoco. Do 16. stoletja so osvojili ozemlja od Mehiškega zaliva do Tihega oceana, na severu do puščave in na jugu do Majev. Za Azteke je značilna vera, ki zahteva žrtvovanje ljudi. Bili so učinkoviti pri gradnji plavajočih umetnih vrtov chinampas, imeli so učinkovito trgovsko mrežo in sistem davčne uprave. Imeli so razvito gradbeništvo, astronomijo, poljedelstvo in umetnost. Niso poznali kolesa ne pisave.

## Špansko osvajanje
Španski osvajalec Hernán Cortés se je leta 1519 v spremstvu kakih 500 oboroženih mož odpravil v osrednjo Mehiko po tem, ko so Španci že osvojili Jukatan in si začeli podrejati Maje. 
23. oktobra 1518 je Cortés pričel z ekspedicijo na mehiško obalo, da bi začeli trgovinske odnose z avtohtonimi obalnimi plemeni, kljub nasprotovanju španskega guvernerja Velázqueza, ki je imel sedež na Kubi in kasnejšim sporom s poveljniki, ki jih je poslal, da bi Cortesa zamenjali.
Ko so dosegli Tenochtítlan je Cortes osupnil ob pogledu na veliko mesto s številnimi palačami, templji in širokimi ulicami. Ob prihodu v mesto 8. novembra 1519 ga je prišel pozdravit sam veliki azteški kralj Montezuma II. Azteki so namreč, na osnovi nekaterih dogodkov, ki so se zgodili v tem času verjeli, da je prišel bog Quetzalcoatl. Obiskovalce je kraljevsko pogostil, Cortes pa ga je izdal, vtaknil v zapor in pobil na stotine azteških plemičev. Osupli nad dogajanjem so azteški voditelji leta 1520, ko je bil Cortes odsoten, organizirali upor. Mnogo Špancev je padlo, vendar je Cortes proti Aztekom naščuval njihove zatirane sosede. Montezuma je bil ubit, Tenochtitlan uničen, Cortés pa je postal guverner Mehike. Dokončna zmaga je bila razglašena 13. avgusta 1521.
Propad Azteškega imperija je bil pomemben mejnik pri oblikovanju Nove Španije, ki je bila ustanovljena s strani španske krone do leta 1535. Do začetka 19. stoletja je bila Mehika španska kolonija.

### Vključitev v Španski imperij
Svet Indije je bil ustanovljen leta 1524. Leta 1535 je cesar in španski kralj [Karel V. Habsburški|Karel V.]]. imenoval Antonia de Mendozo za prvega podkralja Nove Španije. Ime Nova Španija je predlagal Cortés in ga kasneje uradno potrdil tudi Mendoza. Svet Indije je bil ustanovljen z namenom pridobivanja bogastva za špansko krono in spreobračanje domačinov v krščansko vero. Obstoječi fevdalni sistem so nadomestili s fevdalnim sistemom Španije, prilagojenem predšpanski tradiciji. V naslednjih treh stoletjih kolonialne vladavine se je manj kot 700.000 Špancev, večina je bila moških, naselilo v Mehiki. Naseljenci so se poročali z avtohtonimi ženskami in nastali so potomci mestici, ki danes predstavljajo večino prebivalstva Mehike.

### Vojna s Chichimeci
Padec Tenochtitlana se običajno omenja kot glavno epizodo v procesu osvajanja Mezoamerike. Vendar pa je bil ta proces veliko bolj zapleten in daljši od treh let. Trajalo je skoraj 60 let vojn da so Španci zatrli upor indijanskega prebivalstva v Mezoameriki.
Španci so ekspedicije poslali še proti severu v regijo La Gran Chichimeca. Boje z domačini je vodil leta 1540 slavni konkvistador Pedro de Alvarado. Leta 1546 so španske oblasti odkrile srebro v regiji Zacatecas na ozemlju ljudstva Chichimeca. Sledila je dolgotrajna vojna (1550-1590) med španskimi silami in avtohtonimi ljudstvi v Ameriki. Leta 1585 imenovani podkralj Alonso Manrique de Zuñiga se je začel pogajati z voditelji ljudstva Chichimeca, kar je rezultiralo premirje in konec vojne.

## Kolonialno obdobje (1650-1810)
V tem obdobju je bila Mehika del veliko večjega podkraljestva Nova Španija, ki je obsegala današnjo Kubo, Portoriko, Srednjo Ameriko, na jugu Kostariko, jugozahod ZDA, Florido in Filipine. Španski konkvistador Hernán Cortés je osvojil velik Azteški imperij in ustanovila Novo Španijo kot največji in najpomembnejši del vseh španskih kolonij. Španija je v 16. stoletju usmerila svojo energijo na območja z gosto poseljenostjo predkolumbovskih civilizacij, saj so ta območja zagotavljala delovno silo in ljudi za pokristjanjevanje.
Prebivalstvo Nove Španije je bil razdeljeno v štiri glavne skupine ali razrede:
- Najmočnejša skupina so bili Španci, ljudje, rojeni v Španiji in poslani čez Atlantik, da upravljajo kolonijo. Samo Španci so lahko dobili visoka delovna mesta v kolonialni vladi.
- Člani druge skupine imenovali kreoli, so bili iz španskih družin, ki pa so bili rojeni v Mehiki. Mnogi Kreoli so bili uspešne posestniki in trgovci. Toda tudi najbogatejši izmed njih so zelo redko dobili delo v vladi, ki je bila pod nadzorom Špancev.
- Tretja skupina so bili mestici in so imeli precej nižji položaj v kolonialni družbi. Mestici so bili mešanci med potomci španskih prednikov in Indijanci. Tako Španci kot Kreoli so jih gledali zviška. Veljalo je rasistično prepričanje, da so ljudje s čistim evropskim izvorom boljši od vseh ostalih.
- Najrevnejši in najbolj zatirana skupina v Novi Španiji so bili staroselci, prvotni prebivalci dežele.

Poleg navedenih skupin je bilo nekaj tudi temnopoltih Afričanov. Ti so bili pripeljani kot delavci in so si delili usodo z Indijanci. Sestavljali so približno 4 do 5 odstotkov prebivalstva, njihove mešane potomce so imenovali mulati.
Mehika je zagotovila več kot polovico davkov imperija. Da bi zaščitili državo pred napadi angleških, francoskih in nizozemskih piratov in s tem tudi prihodke kralju, sta bili le dve pristanišči odprti za zunanjo trgovino: Veracruz na Atlantiku in Acapulco na Pacifiku. Pirati so napadli, oropali in razdejali več mest: Campeche (1557), Veracruz (1568) in Alvarado (1667).
Že od samega začetka je kraljevina spodbujala izobraževanje. Mehika se ponaša s prvo osnovno šolo (Texcoco, 1523), prvo univerzo (1551) in prvo tiskarno (1524) v Severni in Južni Ameriki. Avtohtone jezike so preučevali predvsem z verskimi naročili.
V Mehiki so v tem obdobju nastali pomembni kulturni dosežki kot je literatura sestre Juane Inés de la Cruz, baročne pesnice (12. november 1651 - 17. april 1695) in Juan Ruiz de Alarcón (1581? - August 4, 1639), novošpanski dramatik, zgrajene so bile stolnice, javni spomeniki, utrdbe in kolonialna mesta, kot so Puebla, Ciudad de Mexico, Queretaro, Zacatecas in drugi, ki so danes del Unescove svetovne dediščine.
Sinkretizem med avtohtonimi in špansko kulturo je doprinesel danes svetovno znane izdelke: tekila (tudi mezcal) (prva destilarna v 16. stoletju) - dejstvo: vsaka tekila je mezcal, toda vsak mezcal ni tekila, mariači (18. stoletje), jarabe (zvrst glasbe 17. stoletje), charros (tradicionalni konjeniki 17. stoletje) in zelo cenjena mehiška kuhinja, mešanica evropskih in avtohtonih sestavin in tehnik.
Do začetka leta 1800 so mnogi rojeni Mehičani začeli razmišljati, da bi Mehika postala neodvisna od Španije, po vzoru Združenih držav Amerike. Človek, ki je končno začel z idejo upora proti Španiji, je bil katoliški duhovnik Miguel Hidalgo Y Costilla.

## Mehiška neodvisnost
15. septembra 1810 se je začel pod vodstvom Miguela Hidalga y Costilla boj za osvoboditev Mehike izpod španske krone. Vodilne osebnosti v vojni za mehiško neodvisnost so bili duhovnik José María Morelos, Vicente Guerrero, španski general Agustín de Iturbide in general Antonio López de Santa Anna. Bitka je trajala enajst let, dokler se nu Osvobodilna vojska preselila leta 1821 v Ciudad de Mexico. Leta 1821 so razglasili neodvisnost in postala cesarstvo. Leta 1824 se je država preoblikovala v republiko. 
4. oktobra 1824 je Republika Mehika sprejela zvezno ustavo, Guadalupe Victoria je postal prvi predsednik Mehike. Njegovo pravo ime je bilo Manuel Félix Fernández, a je izbral vzdevek za varstvo Marije Guadalupske in Victoria za zmago. Leta 1828 ga je zamenjal Manuel Gomez Pedraza, ki mu je sledil v istem letu Vicente Guerrero. Leta 1829 je bil zadnji poskus Špancev, da bi zavzeli Mehiko. Zavojevalci so bili poraženi v Tampicu na severu države Veracruz. Leta 1830 je postal novi predsednik Anastasio Bustamante, sledil je leta 1832 Melchor Múzquiz. V istem letu je bil spet predsednik Pedraza. Prvič je leta 1833 postal predsednik Antonio López de Santa Anna, ki ga je leta 1835 zamenjal Miguel Barragán. Aangleški naseljenci v Mehiki, ki so spadali v Teksas so želeli neodvisnost. Po bitki pri Alamu in porazu mehiške vojske ob reki San Jacinto leta 1836, Teksas postane neodvisen.
V državi so pogosto divjale državljanske vojne. Predsedniki so se hitro menjali. Novi mehiški predsednik je postal leta 1836 José Justo Caro, ki ga je nadomestil leta 1837 Bustamante. 1840 je sledil Nicolás Bravo, Javier Echeverría 1841 in ponovno v Santa Ana, 1844 Valentin Canalizo, 1845 José Joaquín de Herrera, 1846 Mariano Peredes y Arrillaga in tretjič Santa Anna, 1847 Pedro Maria Anaya, 1848 Manuel de la Pena y Pena, že drugič Herrera, 1851 Mariano Arista, 1853 Juan Bautista Ceballos, Manuel Lombardini in četrtič Santa Anna, 1855 Martin Carrera in Romulo Diaz de la Vega. Felipe Zuloaga je bil predsednik leta 1858 in leta 1859 Miguel Miramon.
Leta 1845 so si ZDA priključile območje današnjega Teksasa, po vojni med letoma 1846 in 1848 pa še območje današnje Kalifornije, Arizone in Nove Mehike.
Predsedstvo Juáreza, ki je trajalo med 1861-1872 je bilo prekinjeno. Leta 1861 je v Mehiko posegel Napoleon III. in na mesto cesarja s pomočjo konzervativcev postavil nadvojvodo Maksimiljana I., ki je v Mehiko prišel 16. junija 1864. Soočil se je z močno republikansko opozicijo.  Leta 1866 so bili Francozi prisiljeni umakniti svoje enote iz Mehike zaradi velikega pritiska ZDA in odpora. Cesar Maksimilijan se je odločil, da ostane v državi. Bil je s svojimi mehiškimi silami pod vodstvom Juáreza v bitki pri Cerro de las Campanas V Queretaro 14. Maj 1867 poražen, zajet in na koncu 19. junija 1867 usmrčen.

## Druga republika (1867-1910)

### Benito Juárez
Benito Juarez, rojen Zapotek, je prejel republikansko vlado. Leta 1867 je vlado uradno obnovil. Sprejeta je bila nova ustava, odvzet je bil velik del cerkvenega premoženja, uvedli so civilno poroko in prepovedal udeležbo duhovnikov v političnem življenju. Cilj je bila popolna ločitev cerkve in države.
Juareza, ki je bil predsednik v letih 1861-1863 ter 1867-1872 je zamenjal leta 1872 Sebastián Lerdo de Tejada. General Porfirio Díaz se je uprl vladi in razglasil leta 1876 načrt Tuxtepec. Istega leta je postal predsednik Juan Nepomuceno Méndez.

### Porfirio Díaz
Porfirio Díaz je končno leta 1877 postal novi predsednik Mehike. V obdobju približno trideset let (1877-1911, s prekinitvami) je bil vodilni človek v Mehiki. »Porfiriato« (de facto diktatura predsednika Díaza) je stabiliziran zahvaljujoč finančni podpori drugih držav, političnim in gospodarskim razmeram v državi, ki je doživela izjemen gospodarski razcvet. Ljudje so zavračali režim, pogosto so bili brutalno potlačeni (politika pan y palo (Kruh in palica). Le redki bogati so bili vse bogatejši, velika večina prebivalstva pa je živelo v absolutni revščini. Med letoma 1880-1884 je državo vodil Manuel González.

## Mehiška revolucija in njegova institucionalizacija (1910-2000)
Med letoma 1910 in 1920 je v Mehiki spet divjala državljanska vojna, ki je končala vladavino diktatorja Porfiria Diaza. Vojna je bila naperjena proti veleposestnikom, njihova zemlja je bila ob koncu vojne razdeljena.
Med letoma 1929 in 2000 je bila na oblasti Revolucionarna institucionalna stranka (Partido Revolucionario Institucional - PRI), ki je med vladavino prevzela mnogo imen. Leta 1938 je bila nacionalizirana naftna industrija. Po drugi svetovni vojni se je začela hitra gospodarska rast in umiritev poličnih razmer, tako da je država leta 1994 z ZDA in Kanado podpisala sporazum, s katerim se je pridružila organizaciji NAFTA.

Sedemm desetletij vladavine PRI se je končala leta 2000 z izvolitvijo Vicentea Foxa iz stranke Partido Acción Nacional (PAN). V Meksiku vldajo zelo nasilni boji med vlado in narko karteli.
PRI se je vrnila na oblast 2012 in obljublja spremebe.

### Gibanje EZLN
Od leta 1994 poteka na jugu oborožen upor zapatistične vojske narodne osvoboditve (EZLN - Ejército Zapatista de Liberación Nacional) v Chiapasu, takrat je nastopila tudi večja gospodarska kriza. Na dan podpisa Trgovinskega sporazuma, je skupina zamaskiranih članov EZLN vdrla v središče mesta San Cristobal.  Prevzeli so občinsko palačo in napovedali vojno mehiški zvezni vladi. 12. januarja 1994 je bila borba v mestu prekinjena. Po konfliktu v San Cristobalu so se začela pogajanja med vlado predsednika Carlosa Salinas in EZLN. Dosežen je bil velik napredek in podpisana deklaracija Selva Lacandóna. Kasneje v tem letu, je bil izvoljen za predsednika Ernesto Zedillo. Do leta 1996 je bilo podpisanih še več deklaracij. Te naj bi zagotovile domorodnim ljudstvom, kot so zapatisti, posebne pravice, avtonomijo v nekaterih sektorjih, vključno z dvojezično šolstvo in indijanska sodišča. V naslenjih letih so še večkrat poskušali doseči svoje pravice, a so bili od zvezne vlade vedno zavrnjeni. 
Subcommander Marcos, tiskovni predstavnik EZLN se še naprej bojuje z oblastmi. Izdaja uradna sporočila o krivicah. EZLN dela na ustanovitvi več občin, ki so nastale na nivoju lokalnih vlad. Leta 2005 je EZLN izdala že šesto deklaracijo Selva Lacandóna.,